# Scapanus latimanus
Scapanus latimanus är en däggdjursart som först beskrevs av John Bachman 1842.  Scapanus latimanus ingår i släktet Scapanus och familjen mullvadsdjur. IUCN kategoriserar arten globalt som livskraftig.
Arten når en absolut längd av 150 till 192 mm, inklusive 25 till 55 mm lång svans. Bakfötterna är 16 till 25 mm långa. Individerna har lite ljusare gråaktig päls än andra släktmedlemmar. En rödbrun skugga på pälsen kan förekomma. Dessutom blev olika färgvarianter dokumenterade, till exempel exemplar med vita punkter eller med gul och brun inblandad i den gråa grundfärgen.
Detta mullvadsdjur förekommer från Oregon i USA till Baja California (Mexiko) och föredrar våt jord. I bergstrakter når arten 3000 meter över havet. Scapanus latimanus undviker skogar och hittas oftare vid ängar eller andra områden med glest fördelad vegetation.
Födan utgörs huvudsakligen av snäckor som kompletteras med skalbaggar. Individer i fångenskap matades framgångsrik med hundmat. Födointaget per dag motsvarade ungefär 70 procent av mullvadens egen vikt. Annars är inget känt om levnadssättet.

## Underarter
Arten delas in i följande underarter:
- S. l. anthonyi
- S. l. campi
- S. l. caurinus
- S. l. dilatus
- S. l. grinnelli
- S. l. insularis
- S. l. latimanus
- S. l. minusculus
- S. l. monoensis
- S. l. occultus
- S. l. parvus
- S. l. sericatus